# Flagge Islands
Die Flagge Islands zeigt seit dem 19. Juni 1915 ein weiß-rotes Kreuz auf dunkelblauem Grund.

## Beschreibung und Bedeutung
Die dunkelblaue Fläche symbolisiert den Atlantischen Ozean und den blauen Himmel über Island. Das rot-weiße Kreuz steht für Feuer (vulkanische Aktivität) und Eis (Gletscher), wobei das Skandinavische Kreuz die Verbundenheit mit Skandinavien ausdrückt, dessen Ursprung auf den Dannebrog zurückgeht.
Das Gesetz über die Staatsflagge von Island und des Staatswappens beschreibt diese im Folgenden (frei übersetzt):

„Die isländische Bürgerliche Flagge ist blau wie der Himmel mit einem schneeweißen Kreuz, einem feuerigen roten Kreuz innerhalb des weißen Kreuzes. Die Weite des Kreuzes reicht bis zu den Seitenenden der Flagge. Die Breite des Kreuzes beträgt horizontal und vertikal zwei Neuntel, das rote Kreuz ist nur jeweils ein Neuntel der Gesamtflagge breit. Die blauen Flächen sind Rechtecke. Die linken Rechtecke haben gleiche Länge und Breite, die rechten Rechtecke sind doppelt so breit wie hoch. Das Verhältnis der Gesamtflagge zwischen Höhe und Breite beträgt 18:25.“

## Farbgebung

Aufbau der Nationalflagge

Nach den gesetzlichen Bestimmungen, die 1991 in Kraft traten, sind die Farben nach folgenden Textilfarben (laut dem Dictionnaire International de la Couleur)
definiert:
- Farbe himmelblau: SCOTDIC Nummer 693009.
- Farbe schneeweiß: SCOTDIC Nummer 95.
- Farbe feuerrot: SCOTDIC ICELAND FLAG RED.

Die isländische Regierung zieht in Betracht, die Farbdefinition im bekannteren Pantone und CMYK-System festzulegen. Allerdings wurde noch keine weiteren Schritte in dieser Hinsicht unternommen, und daher sind die folgenden Angaben inoffizielle Vorschläge:
Pantone Matching System (Vorschlag):
- blau: PMS 287
- rot: PMS 1795

CMYK (Vorschlag):
- blau: CMYK 100-69-0-11.5
- rot: CMYK 0-94-100-0

## Geschichte
1897 schrieb der Dichter Einar Benediktsson in seiner von ihm gegründeten ersten isländischen Tageszeitung Dagskrá über die Flaggenfrage und definierte dort neben dem Wappen die Flagge. Er schlug ein weißes skandinavisches Kreuz auf blauem Grund vor. Die Hvítbláinn („die weiß-blaue“) setzte sich als Islands erste, inoffizielle Nationalflagge durch und entsprach fast der heutigen Flagge der Shetlandinseln.
Bei den Olympischen Spielen 1912 in Stockholm verbot die dänische Sportleitung den isländischen Sportlern, unter der eigenen Flagge teilzunehmen, was für Unruhe unter den Sportlern und Jugendorganisationen sorgte.
Am 12. Juni 1913 erhitzte im Hafen von Reykjavík ein weiterer Vorfall die Gemüter, als ein Kapitän der dänischen Küstenwache einen jungen Mann verhaften ließ, weil er mit der blau-weißen Flagge ruderte. Die Bevölkerung protestierte gegen den Übergriff, indem sie überall in der Stadt die blau-weißen Flaggen herausholten. Die Reykjavíker Vertreter für das isländische Parlament, dem Althing, forderten, dass die isländische Flagge bereits zur nächsten Thingversammlung gesetzlich verankert wird.
Doch die Hvítbláinn wurde vom Flaggenkomitee abgelehnt, weil sie zu sehr der Flagge Schwedens und vor allem der Marineflagge Griechenlands ähnelte. Stattdessen wurde sie um ein rotes Kreuz ergänzt und es entstand die Zivilflagge Islands, die seit 1913 als inoffizielles Erkennungszeichen benutzt wird. Der Althing erreichte in Absprache mit dem dänischen König Christian X., dass diese „Sonderflagge“ (Særflag) für den Gebrauch im Inland und in heimischen Gewässern erstmals offiziell am 19. Juni 1915 verwendet werden konnte, um Island als Teil Dänemarks zu repräsentieren. Während des Ersten Weltkriegs von 1914 bis 1918 segelten die isländischen Schiffe in entfernteren Gewässern allerdings noch unter dänischer Flagge. Als reguläre Schiffsflagge wurde sie ab dem 1. Dezember 1918 bis 1944 benutzt. Bis auf das etwas hellere Blau war sie bereits identisch mit der aktuellen Flagge. Offizielle Staatsflagge wurde sie mit ihrem neuen Blauton erst mit dem Gesetz Nr. 34, das am Tag der Republikgründung, dem 17. Juni 1944, erlassen wurde.

Hvítbláinn, 1897 bis 1913
Nicht angenommener Flaggenentwurf von Magnus Thordarson, 1914
Flagge des Königreiches Island, 1918 (beziehungsweise 1915) bis 1944

## Gesetzgebung

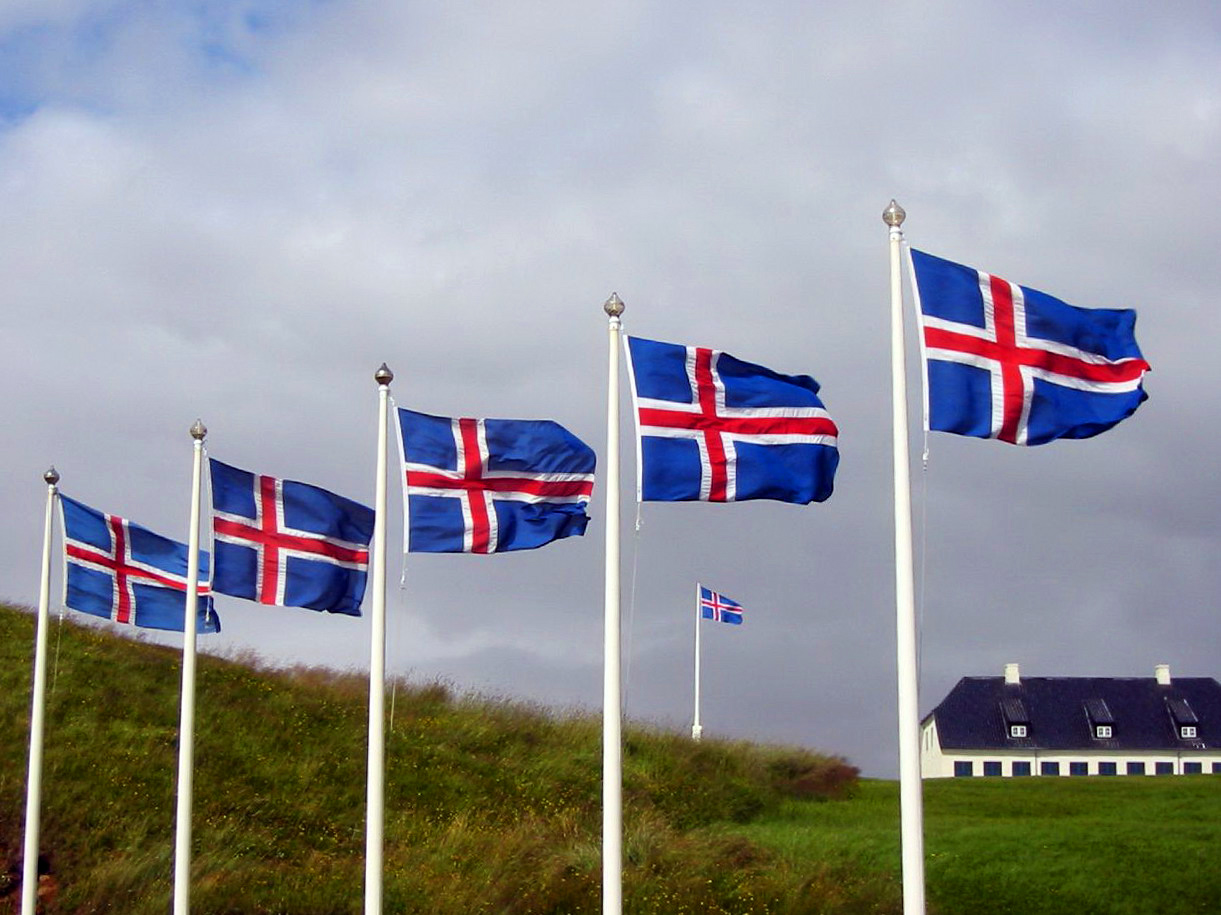
Flagge Islands

Als am 17. Juni 1944 Island unabhängig wurde, wurde ein Gesetz betreffend der Staatsflagge und des Staatswappens erlassen. Bis heute ist dieses Gesetz das einzige, das von der Staatsflagge handelt, ausgenommen zwei weitere Gesetzestexte von 1991, die beschreiben, wann die Flagge gehisst werden soll. Der andere Text beinhaltet eine genaue Beschreibung des Aussehens der Flagge. Damit wurde allerdings nur die bisherige Praxis der Farbgebung zu Papier gebracht.
Das Gesetz beschreibt auch die Abmessungen der normalen und der speziellen Regierungsflaggen, welche von Botschaften und dem Auslandsministerium Verwendung finden. Es geht auch im Detail darauf ein, wie die Flagge in verschiedenen Situationen gehisst werden soll, wie z. B. am Fahnenmast, am Gebäude oder auf Schiffen.
Laut diesem Gesetz ist die Verwendung der Flagge ein Privileg und kein Recht. Der Besitzer der Flagge muss den Gesetzesanweisungen bei der Verwendung Folge leisten und sicherstellen, dass die Flagge sich in einem einwandfreien Allgemeinzustand befindet. Das Gesetz verurteilt auch das Nichtrespektieren der Flagge in Wort und Tat mit einer Geldstrafe und einer Freiheitsstrafe bis zu einem Jahr.
Das ursprüngliche Gesetz von 1944 enthält im 7. Artikel eine Gesetzeserweiterung hinsichtlich der offiziellen Anlässe, an dem die Flagge gehisst, bzw. die Uhrzeit, wann die Flagge abends wieder eingeholt werden sollte. Es dauerte aber fast 50 Jahre, bevor 1991 dieser Zusatz verabschiedet wurde, in dem festgelegt wird, dass die Flagge nicht vor 7 Uhr gehisst werden sollte. Außerdem sollte die Flagge bei Sonnenuntergang wieder eingeholt werden, spätestens jedoch um Mitternacht. Falls die Flagge bei einer Zusammenkunft im Freien, einer offiziellen Versammlung, einem Begräbnis oder einer Gedenkfeier gehisst werden sollte, kann sie während der Dauer des Anlasses gehisst bleiben, allerdings nicht über Mitternacht hinaus.

## Offizielle Flaggentage
Im Fünften Gesetz vom 23. Januar 1991 wurden die Tage festgelegt, an welchen die Flagge landesweit gehisst werden soll (Fánadagar). Dies bedeutet, dass die Flagge an Bundes- und Amtsgebäuden sowie an Gebäuden unter der Verwaltung von staatlichen Stellen und Vertretern des Staates gehisst wird. Zusätzliche Tage können jährlich auf Weisung des Büros des Premierministers hinzugefügt werden.

## Weitere Flaggen
Die Staatsflagge ist an der Flugseite auf ein Drittel der Fahnenlänge dreieckig ausgeschnitten (Schwalbenschwanz). Die Flagge des Präsidenten zeigt zudem in einem weißen Quadrat, das über dem Schnittpunkt des Kreuzes liegt, das Wappen des Landes. Da Island keine Streitkräfte hat, verfügt es auch nicht über Kriegsflaggen.

Staatsflagge Islands
Flagge des Präsidenten
Flagge des Zolls